# Rozamarija
Rozamarija je žensko osebno ime.

## Izvor imena
Ime Rozamarija je različica ženskega osebnega imena Roza.

## Pogostost imena
Po podatkih Statističnega urada Republike Slovenije na dan 31. decembra 2007 v Sloveniji ni bilo ženskih oseb z imenom Rozamarija ali pa je bilo število nosilk tega imena mabjše od 5.

## Osebni praznik
Osebe z imenom Rozamarija lahko godujejo takrat kot osebe z imenom Roza ali Marija.